# Provincie Ise

Mapa japonských provincií se zvýrazněnou provincií Ise

Provincie Ise (japonsky: 伊勢国; Ise no kuni), nazývaná také Seišú (勢州), byla stará japonská provincie rozkládající se na ostrově Honšú na území, které je dnes součástí prefektury Mie. Ise sousedila s provinciemi Iga, Jamato, Kii, Mino, Ómi, Owari a Šima.
Staré hlavní město provincie leželo na místě dnešního města Suzuka. Největší hradní město se nacházelo na místě současného Cu, i když během období Sengoku zde existovala i další léna s hradními městy jako Kuwana a Macusaka.